# إفياني إفياني
إفياني إفياني (بالإنجليزية: Ifeanyi Ifeanyi)‏ هو لاعب كرة قدم نيجيري في مركز الوسط، ولد في 15 أغسطس 1995 في لاغوس في نيجيريا. شارك مع منتخب نيجيريا لكرة القدم.

## وصلات خارجية
- إفياني إفياني على موقع قاعدة بيانات كرة القدم.إي يو (الإنجليزية)
- إفياني إفياني على موقع ناشيونال فوتبول تيمز (الإنجليزية)
- إفياني إفياني على موقع Soccerway.com (الإنجليزية)
- إفياني إفياني على موقع عالم كرة القدم.نت (الإنجليزية)